# Ana Requena
Ana Requena Aguilar (Madrid, 1984) es una periodista española. Fue confundadora en 2012 de eldiario.es donde desde septiembre de 2018 es redactora jefa de Género. En 2014 creó el blog "Micromachismos" por el que ha recibido varios premios. Escritora y autora del libro Feminismo Vibrante. Si no hay placer no es nuestra revolución

## Trayectoria
Nació en Madrid pero se crio en Albacete. Regresó a la capital para estudiar periodismo en la Universidad Complutense de Madrid donde realizó su tesina final sobre periodismo con perspectiva de género. Licenciada en 2005 realizó sus primeras prácticas en Radio Nacional de España en Albacete, en 2006 trabajó en el equipo de comunicación de INSTRAW en República Dominicana, en  De 2007 a 2008 fue redactora de AmecoPress, una agencia de información con perspectiva de género de la Asociación de Mujeres de los Medios de Comunicación (AMECO). En julio de 2008 se incorporó al diario Público como redactora de la sección de economía, donde trabajó hasta 2012 cuando dejó de publicarse su edición en papel. En agosto de 2012 participó en la fundación del diario.es donde en un principio trabajó como redactora de economía. Durante los últimos años se ha dedicado a cubrir asuntos relacionados con el mercado de trabajo, la conciliación y los cuidados, la violencia machista, los derechos sexuales y reproductivos o las relaciones personales con perspectiva de género. En febrero de 2014 lanzó el blog "Micromachismos" para hablar de machismo diario y denunciar situaciones de desigualdad y discriminación del que es coordinadora.
En marzo de 2018 fue una de las impulsoras del movimiento "Las periodistas paramos" creado en torno a la convocatoria del Paro Internacional de Mujeres del 8 de Marzo.
En septiembre de 2018 fue nombrada redactora jefa de Género de eldiario.es un nuevo cargo en el diario digital para coordinar e impulsar la información sobre igualdad, género y feminismo.
Desde septiembre de 2018 es colaboradora de varios programas de televisión, como La Mañana de TVE 
En la actualidad es coordinadora de Nidos, la sección sobre nuevas familiar, crianza, cuidados y conciliación de eldiario.es. 

## Premios y reconocimientos
- En 2015 ganó el premio de Comunicación No Sexista que concede la Asociación de Mujeres Periodistas de Cataluña[8]

- En 2016, el premio 8 de marzo en la categoría de comunicación de la Red Feminista de Albacete.[9]

- En abril de 2019, la Fundación Sindical Ateneo 1.º de Mayo de Comisiones Obreras de Madrid le concedió el premio Pilar Blanco a la información sociolaboral, "un reconocimiento al trabajo de los profesionales y de los medios de comunicación que se han distinguido por divulgar noticias de interés social y laboral".[10][11]
- En 2020 recibió el premio del Gobierno de Castilla La-Mancha “ por su labor periodística de compromiso y promoción de la igualdad”.[12]
- En octubre de 2020 le concedieron el premio 'Mujeres a Seguir'[13] en la categoría de comunicación y se convirtió así en una de las diez 'Mujeres a Seguir'[14] del año.

## Libros
- Las voces del 15M. (2011) Coautora. Libros del lince.[15]
- Cómo identificar los micromachismos. (2018) Editorial Txalaparta.[16]
- Feminismo vibrante. Si no hay placer no es nuestra revolución. (2020) Roca Editorial.[17]
- Intensas (2023) roca editorial